# Loco moco

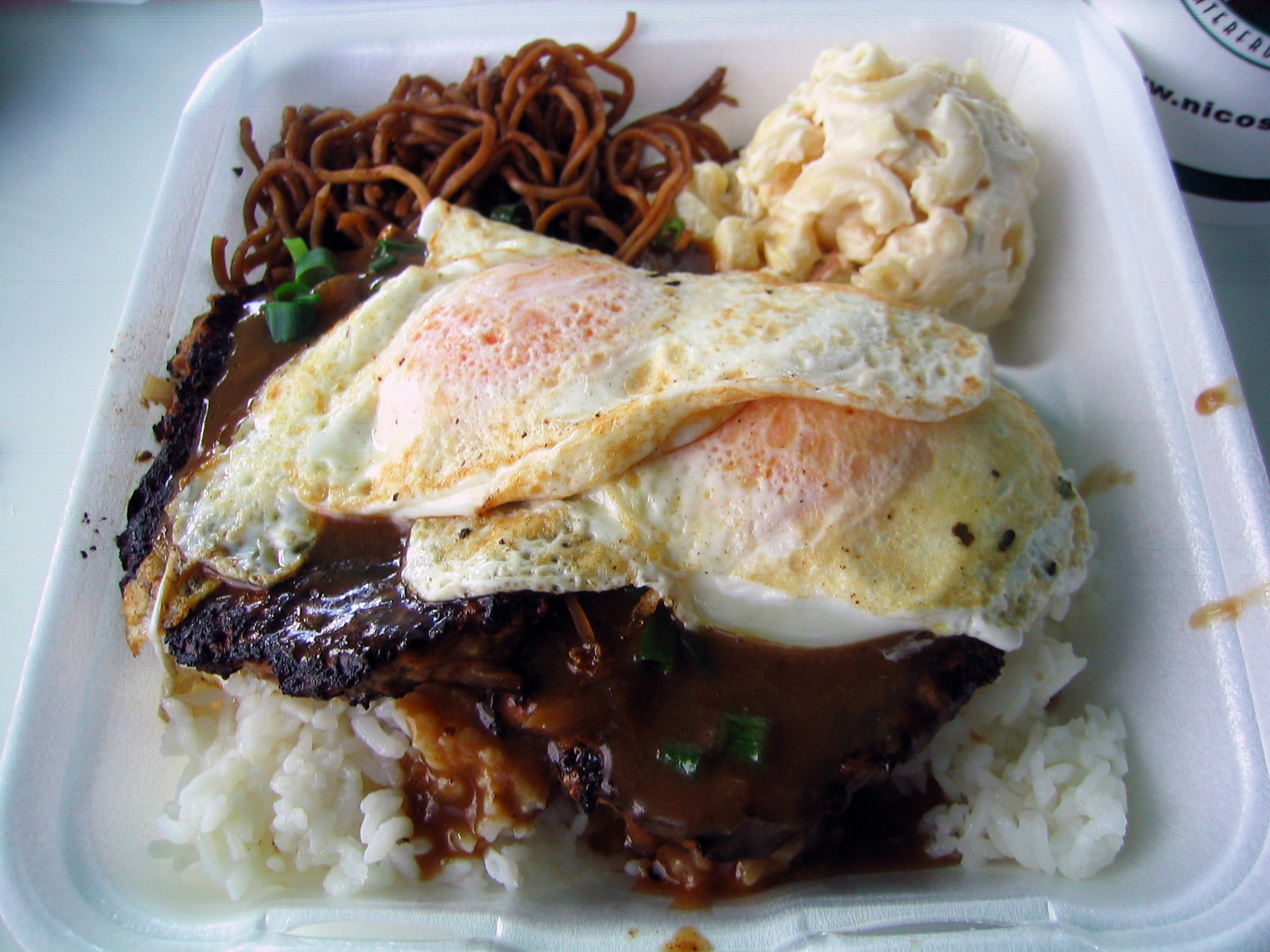
Un plate lunch de Loco Moco, amb saimin fregit i amanida de macarrons.

Loco moco és un plat que apareix a la cuina hawaiana contemporània. Hi ha moltes variacions, però el loco moco tradicional consisteix en arròs blanc, cobert amb una hamburguesa, un ou ferrat i salsa marró. Les variacions poden incloure cansalada, pernil, spam, tofu, porc kalua, botifarra portuguesa, vedella teriyaki, pollastre teriyaki, mahi-mahi, gambes, ostres i altres carns.

## Història
El professor James Kelly de la Universitat de Hawaii escriu que el Loco Moco va ser creat per la família Inoue, que va ser propietat de Lincoln Grill in Fil, Hawaii el 1949. Un grup de nois del Lincoln Wreckers sports club que sembla van inventar el plat perquè no tenien diners per a una hamburguesa. Ajuntant entre tots diners i elements del menú. Un dels nois, anomenat George Okimoto, i que era anomenat "Crazy" (Loco a idioma espanyol) va ser qui va posar el nom a aquest plat.